# 维尔泽克宫
维尔泽克宫（Palais Wilczek）是奥地利维也纳的一座历史建筑，位于内城区绅士街5号，介于赫柏斯坦宫和摩德纳宫之间。这座宫殿建于1722-1737年之间（确切的日期未知），位于前 Brassican 家族宫殿的旧址。建筑师为安东·约翰·奥斯佩尔。1728年，该建筑归属下奥地利元帅 Carl Ignaz Lempruch。维尔泽克家族于1825年获得这座宫殿。
弗朗茨·格里帕泽和约瑟夫·弗赖赫尔·冯·艾兴多尔夫都曾居住在维尔泽克宫。